# D.J. Caruso
D.J. Caruso, all'anagrafe Daniel John Caruso (Norwalk, 17 gennaio 1965), è un regista, produttore cinematografico, produttore televisivo e sceneggiatore statunitense.

## Biografia
Nato nel Connecticut da genitori di origine italiana, D.J. Caruso ha diretto film come Salton Sea - Incubi e menzogne, Rischio a due, Identità violate e Disturbia, oltre a molte serie TV come Dark Angel, Smallville e The Shield. Ha inoltre prodotto i film Insieme per forza, Minuti contati e Nome in codice: Nina.

## Filmografia
- Cyclops, Baby (1997) - mediometraggio
- Salton Sea - Incubi e menzogne (The Salton Sea) (2002)
- Identità violate (Taking Lives) (2004)
- Rischio a due (Two for the Money) (2005)
- Disturbia (2007)
- Eagle Eye (2008)
- Sono il Numero Quattro (I Am Number Four) (2011)
- Inside (2011) - mediometraggio
- Standing Up (2013)
- The Disappointments Room (2016)
- xXx - Il ritorno di Xander Cage (xXx: Return of Xander Cage) (2017)
- Riscatto d'amore (Redeeming Love) (2022)
- Shut In (2022)
- Storia di Maria (Mary) (2024)